# Cytherea lyncharribalzagai
Cytherea lyncharribalzagai är en tvåvingeart som beskrevs av Neal L. Evenhuis 1978. Cytherea lyncharribalzagai ingår i släktet Cytherea och familjen svävflugor. Inga underarter finns listade i Catalogue of Life.